# Andrés Martínez Trueba
Andrés Martínez Trueba (Montevideo, 1884. – Montevide, 1959.) bio je 31. po redu urugvajski predsjednika, od 1. ožujka 1951. do 1. ožujka 1955. Po zanimanju je bio kemičar i ljekarnik.
Osim dužnost urugvajskog predsjednika, tijekom 1947. i 1948., bio je i gradonačelnik Montevidea, u kojem je rođen. Odrastao je u četvrti (barrio) Peñarol.
Na Republičkom sveučilištu je studirao i diplomirao kemiju i ljekarništvo, nakon čega je neko vrijeme bio i sveučilišni profesor. Nekoliko je puta bio predložen za dekana Sveučilišta.
Iako je bio član stranke Colorado, zalagao se za suradnju s Narodnom strankom. Radio je i kao dopisni član Urugvajskog izbornog suda.